# Samuel Mathiæ Malmenius
Samuel Mathiæ Malmenius, född i september 1574 i Malma socken, Västmanland, död 14 juli 1634 i Stora Tuna, var en svensk kyrkoman, riksdagsman och professor.

## Biografi
Samuel Mathiæ Malmenius var son till kyrkoherden i Malma, Matthias Olai Frende, som undertecknat beslutet från Uppsala möte. Farfadern Olaus Olai var prost och riksdagsman. Samuel Mathiæ Malmenius skrevs efter studier vid Arboga skola år 1694 in vid Uppsala universitet och synes därefter ha varit lärare vid trivialskolan i Västerås. Han prästvigdes 1600 och begav sig därefter på resor till Tyskland. Efter en magisterexamen, troligen från universitetet i Rostock, återkom han till Sverige 1606 och utsågs till professor i grekiska vid Uppsala universitet. Det är oklart om han därmed innehade en professur i teologi eller om det fanns en särskild professur i grekiska, som annars sannolikt ingick i professuren i österländska språk.
Redan efter två år på den posten utsågs han till kyrkoherde i Stora Tuna församling av kung Karl, som hade för avsikt att anlägga en stad och samtidigt göra Dalarna till ett eget biskopsstift med hovpredikanten Olaus Erici som superintendent. Kungen ändrade sig emellertid och lät anlägga Falun i stället. Biskop Rudbeckius satte stort värde på Malmenius och under prästmötena 1623 och 1625 uppmärksammades han för sina kunskaper i teologi.
Malmenius var riksdagsman 1611 och 1631.
Han hade en kopparhytta vid Frostbrunnsdalen och lät för att underlätta arbetet göra ån dit segelbar.
Hustrun Sara var dotter till Olaus Canuti Helsingius. Dottern Anna var gift med Nicolaus Nicolai Prytz, dottern Sara med Adolphus Elai Terserus, och dottern Catharina var gift med Carolus Caroli Hising.